# Кременецкие горы (национальный парк)
«Кременецкие горы» (укр. «Кременецькі гори») — национальный парк, расположенный на территории Кременецкого района Тернопольской области (Украина). 
Создан 11 декабря 2009 года. Площадь — 6 951,2 га.

## История
Природный парк «Кременецкие горы» был создан 11 декабря 2009 года согласно указу Президента Украины Виктора Ющенко путём реорганизации филиала природного заповедника «Медоборы», основанного 20 сентября 2000 года площадью 1 000 га, с целью сохранения, возобновления и рационального использования природных и историко-культурных комплексов, имеющих важное значение.   

## Описание
Парк «Кременецкие горы» представлен несколькими участками в долине реки Иква на одноимённом уступе Подольской возвышенности, расположенными в непосредственной близости западнее Кременца. 
3 968,6 га земель (в т. ч. изъятые у землепользователей) и 2 982,6 га земель государственного предприятия «Кременцкое лесное хозяйство» были переданы парку в постоянное пользование.
На территории парка организовано три эколого-просветительские тропыː Бона (развалины крепости), Гора Божа, Девичьи скалы.

## Природа
Растительность представлена хвойными и широколиственными лесами, а также кустарниковыми зарослями, лугами и степными участками. Значительную ценность представляют буковые леса гор Маслятин и Черча, а также степные участки — места обитания эндемических и реликтовых видов.  
39 видов растений занесены в Красную книгу Украины.